# Văn học Ấn Độ
Văn học Ấn Độ nói chung được công nhận là một trong những nền văn học cổ nhất thế giới. Ấn Độ đã có 22 ngôn ngữ được công nhận chính thức, và nhiều nền văn học khác nhau đã được viết bằng nhiều thứ tiếng trong quá khứ.
Trong văn học Ấn Độ, các hình thức truyền khẩu và viết đều quan trọng. Truyền thống văn chương Hindu chi phối một phần lớn của văn hóa Ấn Độ. Ngoài Vedas (Vệ-đà) là một dạng kiến thức linh thiêng, còn có các tác phẩm khác như sử thi Ramayana và Mahabharata, các luận thuyết như Vaastu Shastra trong kiến trúc và quy hoạch đô thị, và Arthashastra trong khoa học chính trị. Kịch Hindu mộ đạo, thơ và ca đã lan ra khắp tiểu lục địa. Trong số các tác phẩm trứ danh nhất của Kalidasa (tác giả của vở kịch Sanskrit nổi danh Recognition of Shakuntala) và Tulsidas (người đã viết một sử thi Hindi dựa trên Ramayana, có tên gọi là Raamcharitmaanas). Thơ tiếng Tamil của thơ ca Sangam có niên đại từ thế kỷ 1 trước Công nguyên cũng rất nổi tiếng. Các truyền thống văn chương Hồi giáo cũng chi phối một phần lớn của văn hóa Ấn Độ. Trong thời kỳ Trung cổ, một thời kỳ mà Ấn Độ chủ yếu dưới sự cai trị của Hồi giáo, văn học Hồi giáo Ấn Độ đã phát triển phồn thịnh, nổi bật nhất là thơ ca Ba Tư và Urdu. Trong văn học đương đại Ấn Độ, nhà thơ Bengal Rabindranath Tagore đã trở thành người đầu tiên đoạt giải Nobel của Ấn Độ. Cho đến nay, giải thưởng danh dự nhất của văn chương Ấn Độ, giải thưởng Jnanpith, đã được bảy lần ban cho các nhà văn viết bằng ngôn ngữ Kannada, cao hơn bất kỳ văn học viết bằng thứ tiếng nào khác ở Ấn Độ.